# Centaroj (rejon nożaj-jurtowski)
Centaroj (ros. Центарой) – wieś w Czeczenii, w rejonie nożaj-jurtowskim.  Według danych z 2021 roku zamieszkiwana przez 92 osoby.